# Elitserien i baseboll 2007
Elitserien i baseboll 2007 var den för 2007 års säsong högsta serien i baseboll i Sverige. Totalt deltog 7 lag i serien och alla spelade mot varandra fem gånger, vilket gav totalt 30 omgångar. De fyra främsta avancerade vidare till slutspel.

## Sluttabell
| Nr | Lag                 | Matcher | Vunna | Förlorade | Vinstprocent |
| -- | ------------------- | ------- | ----- | --------- | ------------ |
| 1  | Karlskoga Bats      | 30      | 25    | 5         | 0.833        |
| 2  | Sundbyberg Heat     | 30      | 21    | 9         | 0.700        |
| 3  | Tranås              | 30      | 18    | 12        | 0.600        |
| 4  | Stockholms BSK      | 30      | 17    | 13        | 0.567        |
| 5  | Leksand Lumberjacks | 30      | 14    | 16        | 0.467        |
| 6  | Gefle BC            | 30      | 9     | 21        | 0.300        |
| 7  | Alby Stars          | 30      | 1     | 29        | 0.033        |

## Slutspel
I slutspelet deltog lagen som hamnade på plats ett till fyra i den andra omgången. Laget på första plats mötte laget på fjärde plats och laget på andra mötte det tredje, i en semifinalserie. Semifinalerna spelades i bäst av tre och finalerna spelades i bäst av fem.

### Semifinaler
Karlskoga – Stockholm 2–0
| Hemmalag       | Bortalag       | Resultat |
| -------------- | -------------- | -------- |
| Karlskoga Bats | Stockholms BSK | 19–1     |
| Karlskoga Bats | Stockholms BSK | 15–12    |

Sundbyberg – Tranås 2–1
| Hemmalag        | Bortalag | Resultat |
| --------------- | -------- | -------- |
| Sundbyberg Heat | Tranås   | 6–3      |
| Sundbyberg Heat | Tranås   | 2–5      |
| Sundbyberg Heat | Tranås   | 10–9     |

### Final
Karlskoga – Sundbyberg 3–1
| Hemmalag        | Bortalag        | Resultat |
| --------------- | --------------- | -------- |
| Sundbyberg Heat | Karlskoga Bats  | 0–7      |
| Sundbyberg Heat | Karlskoga Bats  | 5–4      |
| Karlskoga Bats  | Sundbyberg Heat | 9–6      |
| Karlskoga Bats  | Sundbyberg Heat | 5–4      |

## Kvalspel
Kvalspel spelades men inget lag från Elitserien flyttades ner, däremot gick Rättvik upp inför kommande säsong.

### Webbkällor
- Svenska Baseboll- och Softbollförbundet, Elitserien 1963-